# 永田淑子
永田 淑子（ながた よしこ、1942年〈昭和17年〉12月15日 - ）は、日本の文学者。文学博士（上智大学）。専門は英文学。学校法人藤女子学園理事長・元藤女子大学学長。北海道出身。

## 略歴
- 1965年藤女子大学文学部英文科卒業。
- 1973年（昭和48年）上智大学大学院文学研究科博士課程満期退学後[1]、上智大学文学部助手
- その後、藤女子短期大学英文科専任講師、同英文科助教授、藤女子大学文学部教授。1983年「外面と内面 :キング・リアーにおけるルネッサンス的テーマ」で上智大学文学博士。
- 1985年藤女子大学学長に就任
- 1993年同学長退任。藤女子大学大学院文学研究科教授。
- 1997年藤女子大学学長に再就任[1]。
- 2007年同学長退任。学校法人藤女子学園理事長に就任。

## 著書
- Shakespeare's Underthought in the Llater Plays（Aratake Shuppan、1977年）
- The exterior and the Interior : a Renaissance Theme in King Lear（Renaissance Institute, Sophia University、1990年）